# British Fantasy Society
La British Fantasy Society (BFS) es una organización británica cuyo objetivo es la promoción de las mejores publicaciones realizadas en los géneros de fantasía, ciencia ficción y terror. Se fundó en 1971 como la British Weird Fantasy Society, una rama de la Asociación Británica de Ciencia Ficción.
En 2000, la BFS ganó el Premio Especial No Profesional en los Premios Mundiales de Fantasía. La sociedad también tiene sus propios premios: los British Fantasy Awards, creados en 1971 a propuesta de su presidente, el escritor británico Ramsey Campbell. Celebró su primera Fantasycon (congreso de fantasía) en 1975.
La actual British Fantasy Society no tiene ninguna relación directa con el anterior grupo de ciencia ficción que utilizó el mismo nombre entre 1942 y 1946.

## Publicaciones
En la actualidad, la BFS publica dos revistas: BFS Horizons, su publicación de ficción, y BFS Journal, su publicación de no ficción y académica. Cada una tiene dos números al año, con calendarios alternos. Están disponibles tanto en formato impreso como electrónico. También se publica un correo electrónico mensual, sólo para miembros, en el que se recogen noticias y reseñas, y que suele incluir un relato corto exclusivo. 
Entre las publicaciones anteriores se encuentran Prisma, que incluía noticias, reseñas y columnas, Dark Horizons, que incluía ficción, no ficción y poesía, y que contaba con el patrocinio de muchos autores, artistas, críticos y periodistas consagrados, y New Horizons, que se publicó dos veces al año de 2008 a 2010, y que publicaba ficción y artículos, pero no poesía. También existía Shelflings, una revista electrónica que recogía las reseñas del sitio web de BFS.
La organización sigue produciendo una serie de publicaciones, entre las que se encuentran chapbooks numerados de obras de William Hope Hodgson, Michael Moorcock, Ramsey Campbell, Peter Tremayne, August Derleth, y M. R. James. Entre las revistas publicadas anteriormente se encuentran Winter Chills (posteriormente rebautizada como Chills), editada por Peter Coleborn, y Mystique: Tales Of Wonder, editada por Mike Chinn. Ambas revistas eran publicaciones independientes, pero estaban vinculadas a la BFS y, en el caso de Mystique, fueron absorbidas por Dark Horizons después de algunos números. Los títulos en rústica incluyen Clive Barker: Mythmaker for the Millennium, de Suzanne J. Barbieri, y Annabel Says, una historia de fantasmas moderna de Simon Clark y Stephen Laws. En 2007, publicó HP Lovecraft in Britain: a Monograph, escrito por Stephen Jones e ilustrado por Les Edwards.

### Dark Horizons
Dark Horizons, la revista de la British Fantasy Society, se publicó desde 1971 hasta 2010, antes de integrarse en el British Fantasy Society Journal. Su contenido y temática variaba, según los gustos de los editores y los contenidos de las otras revistas que publicaba la BFS al mismo tiempo, pero generalmente incluía alguna combinación de ficción relacionada con la fantasía, la ciencia ficción y el terror, artículos, poesía y obras de arte.

### The BFS Journal
La BFS Journal se publica cada dos años y recoge artículos de no ficción sobre fantasía, terror y ciencia ficción. Incluye artículos académicos, reseñas de libros y películas, entrevistas a autores y mucho más. El actual editor del BFS Journal es Allen Stroud, que sustituyó a Stuart Douglas en 2016.

## Miembros
Otro miembro destacado de la British Fantasy Society es el autor Stephen Gallagher.